# 1 Grupa Poszukiwawczo-Ratownicza
1 Grupa Poszukiwawczo-Ratownicza (1 GPR) – oddział Sił Powietrznych dyslokowany w Powidzu. Jednostka powstała 31 grudnia 2008 na bazie rozformowanej Grupy Poszukiwawczo-Ratowniczej funkcjonującej w strukturach 2. Eskadry Lotnictwa Transportowo-Łącznikowego, zgodnie z rozkazem Dowódcy Sił Powietrznych nr Z-117 z dnia 30 maja 2008. Działalność rozpoczęła 1 stycznia 2009. Podlega bezpośrednio pod 3 Skrzydło Lotnictwa Transportowego.
1 GPR jest samodzielną jednostką wojskową przeznaczoną do realizacji zadań SAR na obszarze Rzeczypospolitej Polskiej oraz w obszarze przygranicznym państw sąsiednich. Do jej głównych zadań należy:
- utrzymywanie w gotowości sił i środków w systemie narodowego ratownictwa lotniczego;
- wydzielanie sił i środków w sytuacjach zagrożenia w ramach Unii Europejskiej;
- udział sił i środków wydzielanych z systemu ratownictwa lotniczego w sytuacjach kryzysowych na terenie RP.

Decyzją Ministra Obrony Narodowej z dnia 28 marca 1 GPR została przeniesiona do Powidza

## Wyposażenie
- śmigłowce W-3SAR[2]